# Liourdres
Liourdres este o comună în departamentul Corrèze din centrul Franței. În 2009 avea o populație de 214 de locuitori.

## Evoluția populației
| An        | 1975 | 1982 | 1990 | 1999 | 2006 | 2009 |
| --------- | ---- | ---- | ---- | ---- | ---- | ---- |
| Populație | 253  | 224  | 205  | 182  | 205  | 214  |